# Białe Jeziorki
Białe Jeziorki is een plaats in het Poolse district  Gołdapski, woiwodschap Ermland-Mazurië. De plaats maakt deel uit van de gemeente Dubeninki en telt 45 inwoners.
Voor 1938 lag Białe Jeziorki op Pools gebied, direct achter de Duits-Poolse grens. Een Duitse naam heeft deze plaats daarom niet.